# Protoperigea posticata
Protoperigea posticata är en fjärilsart som beskrevs av Harvey 1875. Protoperigea posticata ingår i släktet Protoperigea och familjen nattflyn. Inga underarter finns listade i Catalogue of Life.